# Hidroboración
La hidroboración es una reacción química usada en síntesis orgánica, en la que se produce la adición de borano (BH3) sobre un enlace múltiple carbono-carbono, habitualmente sobre el doble enlace (C=C) de los alquenos dando lugar en este caso a un alquilborano. La reacción es regioselectiva anti-Markovnikov, ya que el átomo de boro se une al carbono menos sustituido, y estereoespecífica, ya que es una adición sin.
RCH=CH2 + BH3 → (RCH2CH2)3B
Esta reacción fue descubierta en 1956 por el Premio Nobel de Química H.C. Brown.
La utilidad de esta reacción radica en que el boro a continuación puede ser sustituido por un grupo funcional, obteniéndose el derivado correspondiente. Constituye pues un método de funcionalización de alquenos.
La hidroboración también puede darse sobre el triple enlace (C≡C) de los alquinos.

## Mecanismo
El borano BH3 en estado puro no existe como tal ya que forma el dímero diborano (B2H6), que es un gas incoloro y tóxico, permitiendo así a los átomos de boro cumplir la regla del octeto. Sí que existe en disolución con compuestos coordinantes como, por ejemplo, los éteres. En estas soluciones el borano está estabilizado al formar un aducto ácido-base de Lewis con el oxígeno del éter. Soluciones de borano en dietil éter o THF son comerciales, siendo la fuente habitual de borano en los laboratorios. 
La adición del BH3 sobre el alqueno es una reacción concertada, a través de un estado de transición de cuatro centros en el que la formación del enlace B-C está más avanzada que la del enlace H-C, ya que es el orbital p vacío del átomo de boro el que interacciona con el sistema π del doble enlace, de tal modo que se generan una carga positiva parcial sobre el átomo de carbono que se une al hidrógeno y una carga negativa parcial sobre el átomo de boro.
La hidroboración es estereoespecífica ya que la adición es sin (tanto el átomo de boro como de hidrógeno se adicionan por la misma cara del doble enlace). 
Por motivos estéricos y también electrónicos, ya que es más favorable un estado de transición donde la carga parcial positiva recaiga sobre el carbono más sustituido y no al revés, el átomo de boro siempre se une al átomo de carbono menos sustituido. La hidroboración es una reacción muy regioselectiva conduciendo al producto anti-Markovnikov.
En lo que se refiere a la quimioselectividad, en este caso la selectividad frente a diferentes tipos de dobles enlaces, siguen el siguiente orden de mayor a menor reactividad frente a la hidroboración: 
```
                        R      R           R
                         \    /           /                                                      
R-CH=CH
2
  >  R
2
C=CH
2
  >   CH=CH   >   CH=CH
                                     /
                                    R
```

Mientras que continúen quedando átomos de hidrógeno unidos al átomo de boro la reacción de adición puede seguir produciéndose sobre más dobles enlaces de forma sucesiva.
R−CH=CH2 + BH3 → R−CH2−CH2−BH2 (monoalquilborano)
R−CH=CH2 + R−CH2−CH2−BH2 → (R−CH2−CH2)2BH (dialquilborano)
R−CH=CH2 + (R−CH2−CH2)2BH → (R−CH2−CH2)3B (trialquilborano)
Sin embargo estas reacciones son cada vez más difíciles debido al impedimento estérico, pudiéndose obtener y aislar monoalquilboranos o dialquilboranos, que pueden usarse en síntesis como reactivos para hidroboraciones selectivas en otros alquenos. Son ejemplos de este tipo de reactivos el texilborano (ThxBH2), el disiamilborano (Sia2BH) o el 9-BBN (9-borabiciclo[3.3.1]nonano), en los que por motivos estéricos la selectividad de la hidroboración es todavía mayor.

## Aplicaciones
Los hidroboración permite la introducción de grupos funcionales en alquenos, de tal forma que el resultado final es una adición anti-Markovnikov y estereoespecífica sin.
- Los alquilboranos pueden oxidarse a alcoholes empleando H2O2 (o hasta compuestos carbonílicos directamente empleando oxidantes más fuertes como por ejemplo el CrO3).

R3B + 3H2O2 → B(OR)3 + 3H2O
B(OR)3 + 3H2O → 3ROH + B(OH)3
- También en lo que se conoce como protonólisis (o protólisis) el átomo de boro se sustituye por un átomo de hidrógeno, lo que equivaldría formalmente a un proceso de hidrogenación, empleando ácidos carboxílicos como el acético o el propiónico.

R3B + 3R'COOH → 3RH + B(OOCR')3 (R' = Me, Et)
- La halogenación, sustitución del átomo de boro por un haluro, se lleva a cabo en medio básico con Cl2 (cloración), Br2 (bromación), ICl (yodación). Por tanto el resultado global de una hidroboración-halogenación es la hidrohalogenación del alqueno.

R3B + 3X2 + 3NaOH → 3RX + B(OH)3 + 3NaX
- En la aminación el boro es sustituido por el grupo amino (-NH2) mediante la utilización de los reactivos NH2Cl (cloroamina) o NH2OSO3H (ácido hidroxilamina-O-sulfónico) conduciendo a la correspondiente amina.

R3B + 3NH2X → B(NHR)3 + 3HX (X = Cl, OSO3H)
B(NHR)3 + 3H2O → 3RNH2 + B(OH)3

### Hidroboración-oxidación
Hidroboración del alqueno y posterior oxidación del alquilborano para obtener el correspondiente alcohol. La oxidación del alquilborano se hace mediante H2O2 en medio básico acuoso.
En medio básico se forma el ion hidroperóxido (HOO-), que actúa como nucleófilo uniéndose al átomo de boro. A continuación la especie que se forma sufre una transposición en la que un grupo alquilo R migra, con retención de la configuración, al átomo de oxígeno contiguo desplazando a un grupo hidroxilo. Este proceso se repite con los dos grupos alquilo restantes, formándose el borato de trialquilo B(OR)3. Bajo las condiciones de reacción se produce su hidrólisis a borato sódico NaB(OH)4 (o NaH2BO3) y el correspondiente alcohol ROH.
El resultado global por tanto de una hidroboración-oxidación en un alqueno es la hidratación anti-Markovnikov sin de un doble enlace.
- Sobre triples enlaces en alquinos, una hidroboración-oxidación mediante un borano impedido, como por ejemplo el Sia2BH, que permite detener la hidroboración en el alquenilborano, da lugar a un enol, que por tautomería en el caso de un alquino terminal conduce a un aldehído y en uno interno a una cetona.